# Хадак

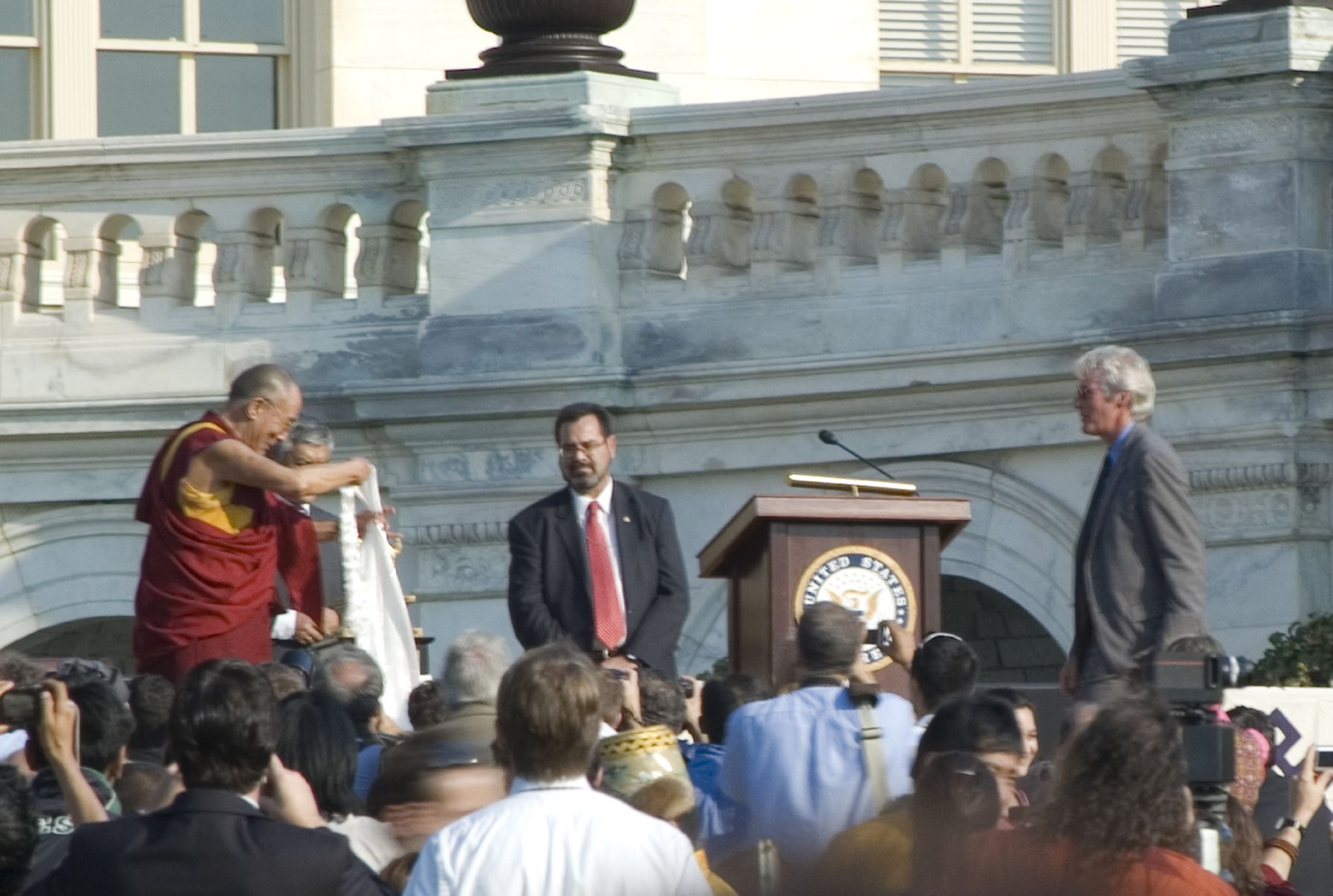
Далай-Лама дарує хадак Річарду Гіру, 17 жовтня 2007 року

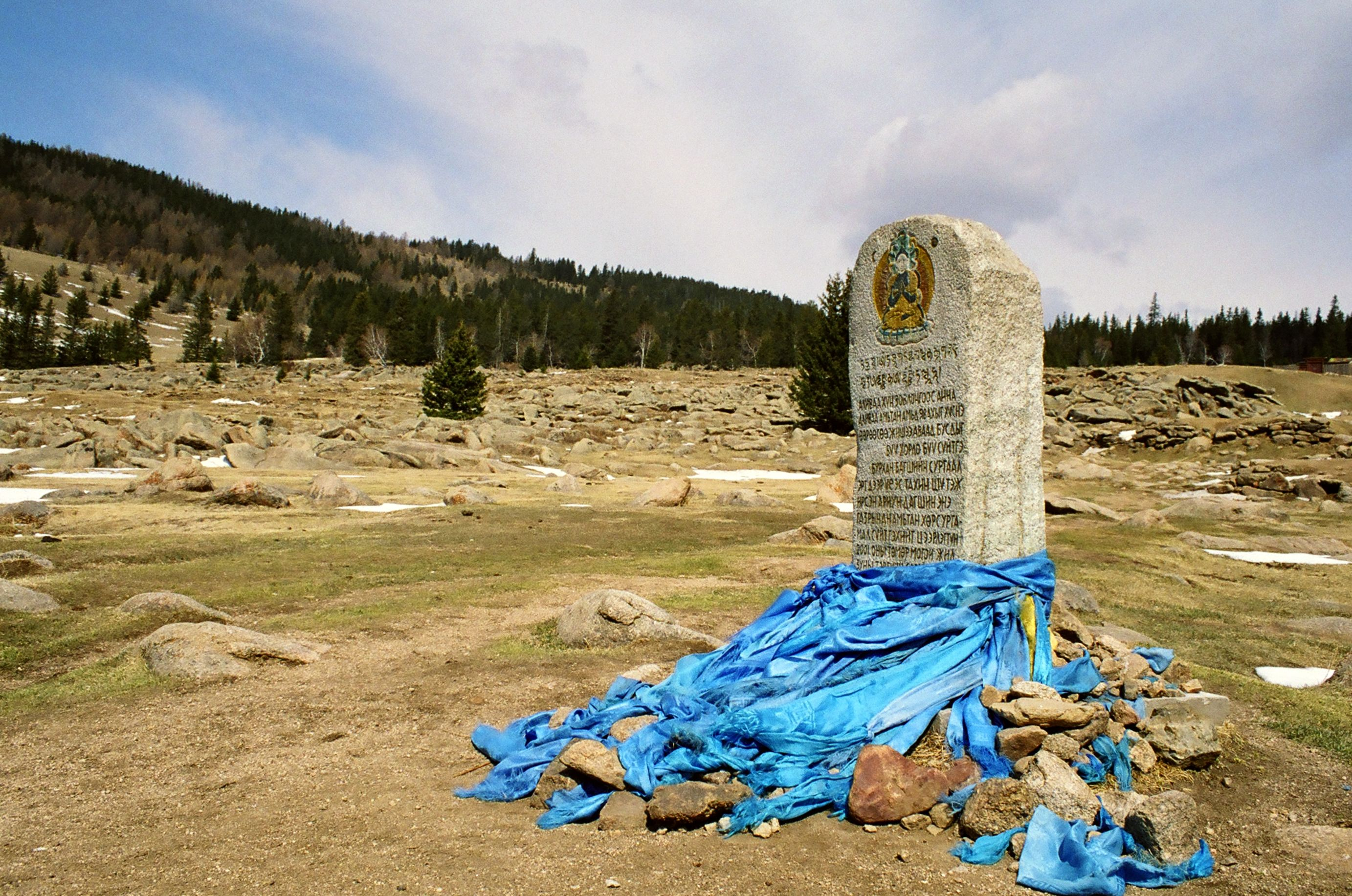
Блакитні хадаки, прив'язані до кам'яної стелі у монастирі Манзушир у Монголії

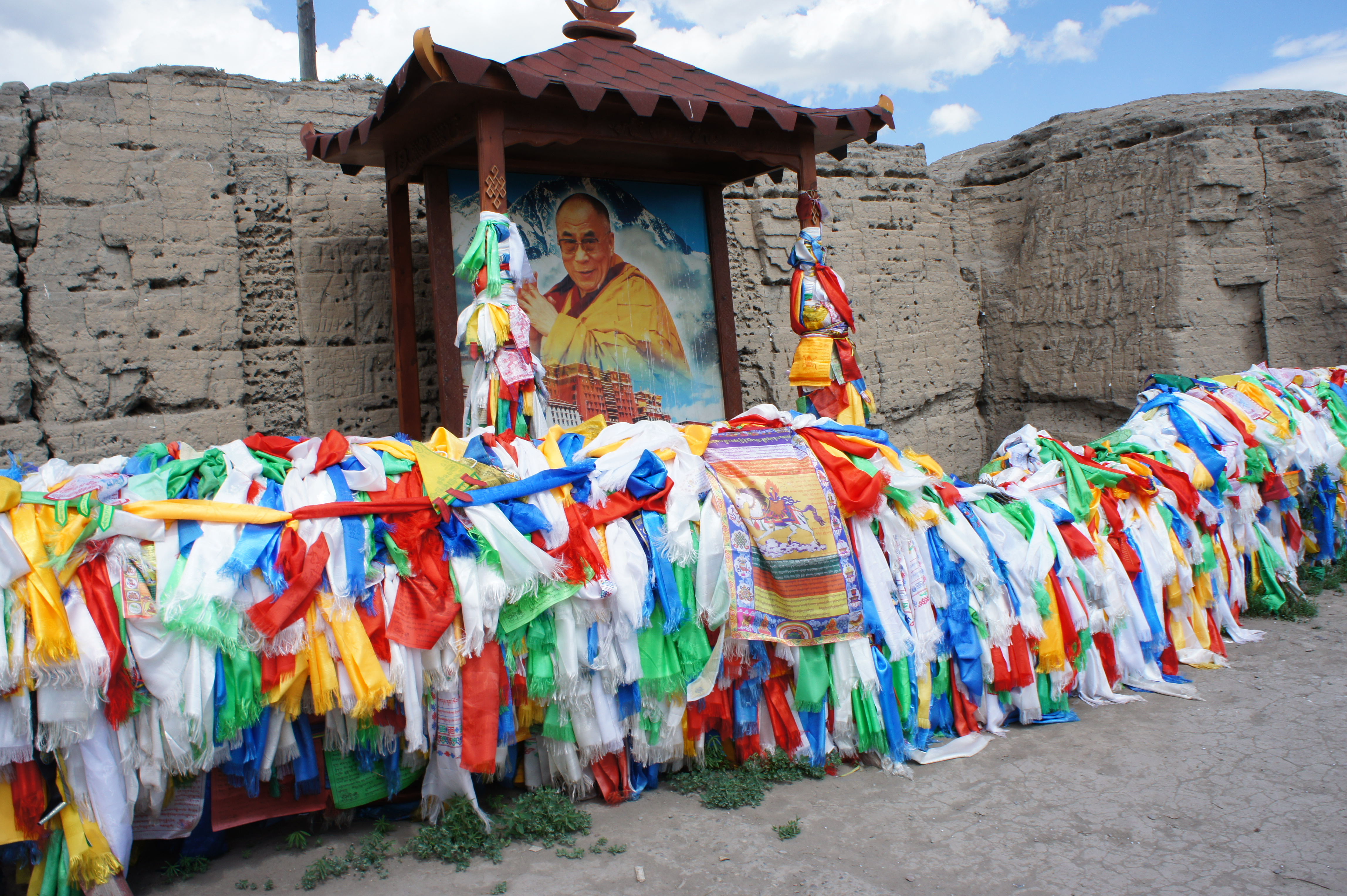
Хадаки біля руїн храму Устуу-Хурее

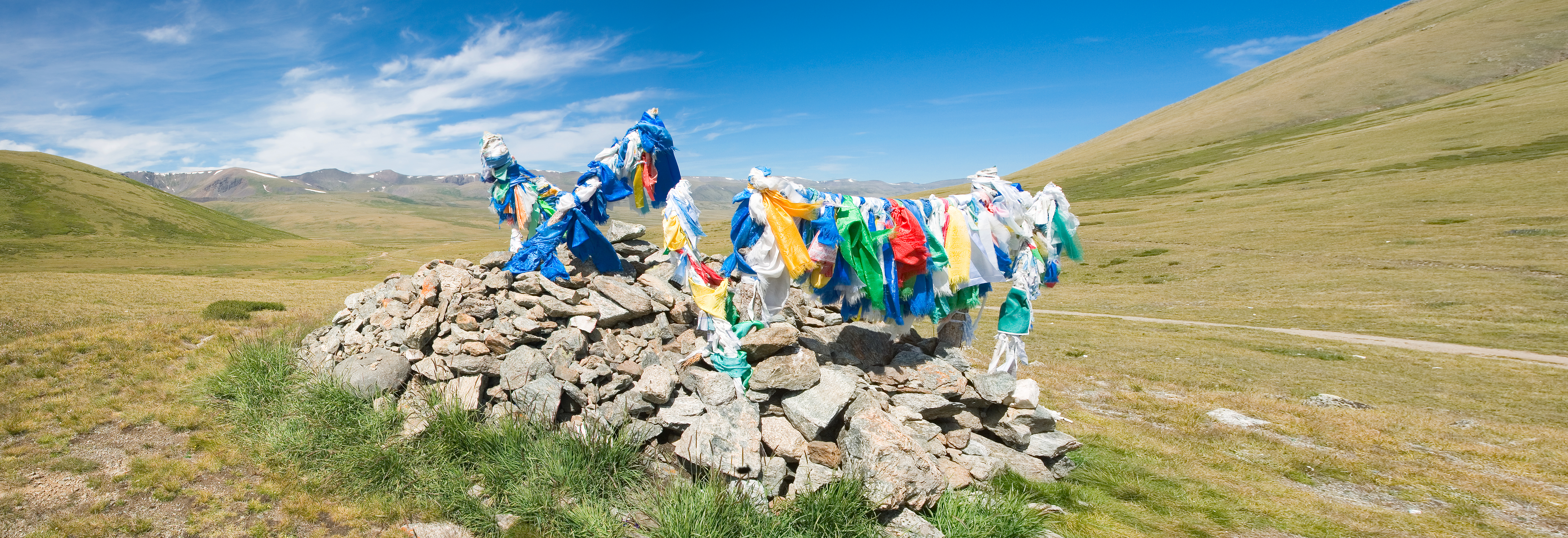
Хадаки різних кольорів на перевалі Бугузун між Алтаєм та Тувою

Хада́к (також хата; тибет.: ཁ་བཏགས་; монг. хадаг; бур. хадаг; кит.: hada (哈达); тув.: кадак) — ритуальний довгий шарф, один з буддійських символів.
Хадак — довга вузька хустка, що дарується в Монголії та Тибеті на знак поваги, дружби та побажання. Хадаки бувають шовкові та паперові, жовтого, чорного, білого або, найчастіше, синього кольору. Довжина їх від 1,5 аршин до трьох махових сажнів. Посередині буває виткане зображення різних буддійських божеств, особливо Аюші, як покровителя довгоденства. Хадаки бувають і короткі, не більше одного аршина, із затканими квітами.
Хадак — універсальний дар. Він може бути поданий з будь-якого святкового приводу, такого як весілля, похорон, народження дитини, закінчення університету, прибуття або відбуття гостей та інше. У Тибеті хадак подають у вигляді привітання з нагоди свята, для побажання удачі, при зустрічі та проводах, як нагорода, у вигляді підношення ламам та святим під час молебнів, з нагоди закінчення будівництва будинку. Хадак подають людям, чиєю допомогою хочуть заручитися. Тибетці зазвичай бажають удачі (tashi delek), коли дарують хадак.
Хадак підносять у розгорнутому вигляді на долонях обох рук, трохи притримуючи зверху великими пальцями. Хадак складається посередині, утворюючи 2 шари. Відкрита сторона хадака обов'язково має бути звернена до того, кому він подається — це означає, що всі добрі побажання направлені шановній людині. Приймають хадак також шанобливо обома руками. Той, хто приймає, повинен вклонитися торкаючись чолом хадака, потім може накинути хадак на шию (зав'язувати його на шиї не прийнято) або скласти і прибрати у внутрішню кишеню (за колишніх часів прибирали за пазуху дегела). Не можна викидати хадак разом зі сміттям, це рівнозначно оскверненню життєвої енергії людини. Тому хадаки зберігають будинки на вівтарі або в інших місцях вище, щоб ненароком не впустити і не затоптати. Дозволяється передати хадак іншій людині або вивісити її у святих місцях, пов'язати на дерево біля обидва або бурхана.
У Тибеті хадак виготовляють із незабарвленої тканини — бавовняної або шовку. У Бурятії хадак може бути білого, синього, жовтого чи зеленого кольору. Особливо популярний блакитний колір, що символізує небо чи довголіття.
Білий хадак є символом початкової чистоти, чистих помислів. Білий колір у бурятів має особливу сакральність. Це цвіт святості, благополуччя. Синій хадак позначає Вічне синє небо у монголів та бурятів, його підносять Будді та божествам. Символ гармонії, згоди та спокою. Він втілення доброти, вірності, нескінченності, прихильності. Цей колір також є символом чоловічого початку. Жовтий хадак — символ родючості, множення та достатку, сталості та незмінності, тепла, життя (жовтий — колір віри, процвітання Вчення Будди). Червоний хадак — символ безпеки та безпеки, а також притягує всі добрі якості. Червоний — колір влади та величі. Цьому кольору приписуються і лікувальні властивості, здатність протистояти пристріту і чаклунству. Символ домашнього вогнища. Зелений хадак — символ квітучої землі, доброї активності, родючості, пробудження та усунення будь-яких перешкод. Зеленим кольором буряти позначали матір-землю. Символ зростання і процвітання.
Відомо, що Далай-лама підносить хадаки як дари дипломатам, гостям або іншим ченцям, символізуючи чистоту намірів і початок відносин.
Хадак використовується як геральдичний символ у гербах Монголії, Бурятії, Калмикії, Туви, використовувався також на гербі Агінського Бурятського автономного округу.